# 1997 TH17
1997 TH17 är en asteroid i huvudbältet som upptäcktes den 6 oktober 1997 av de båda japanska astronomerna Takeshi Urata och Yoshisada Shimizu vid Nachi-Katsuura-observatoriet.
Asteroiden har en diameter på ungefär 17 kilometer.